# Parafia Zmartwychwstania Pańskiego w Kościerzynie
Parafia Zmartwychwstania Pańskiego w Kościerzynie – rzymskokatolicka parafia należąca do dekanatu Kościerzyna, diecezji pelplińskiej. Powołana 17 marca 1976 roku przy kościele poewangelickim. Opiekę nad parafią sprawują księża zmartwychwstańcy, którzy do Kościerzyny przybyli w 1947 roku. 

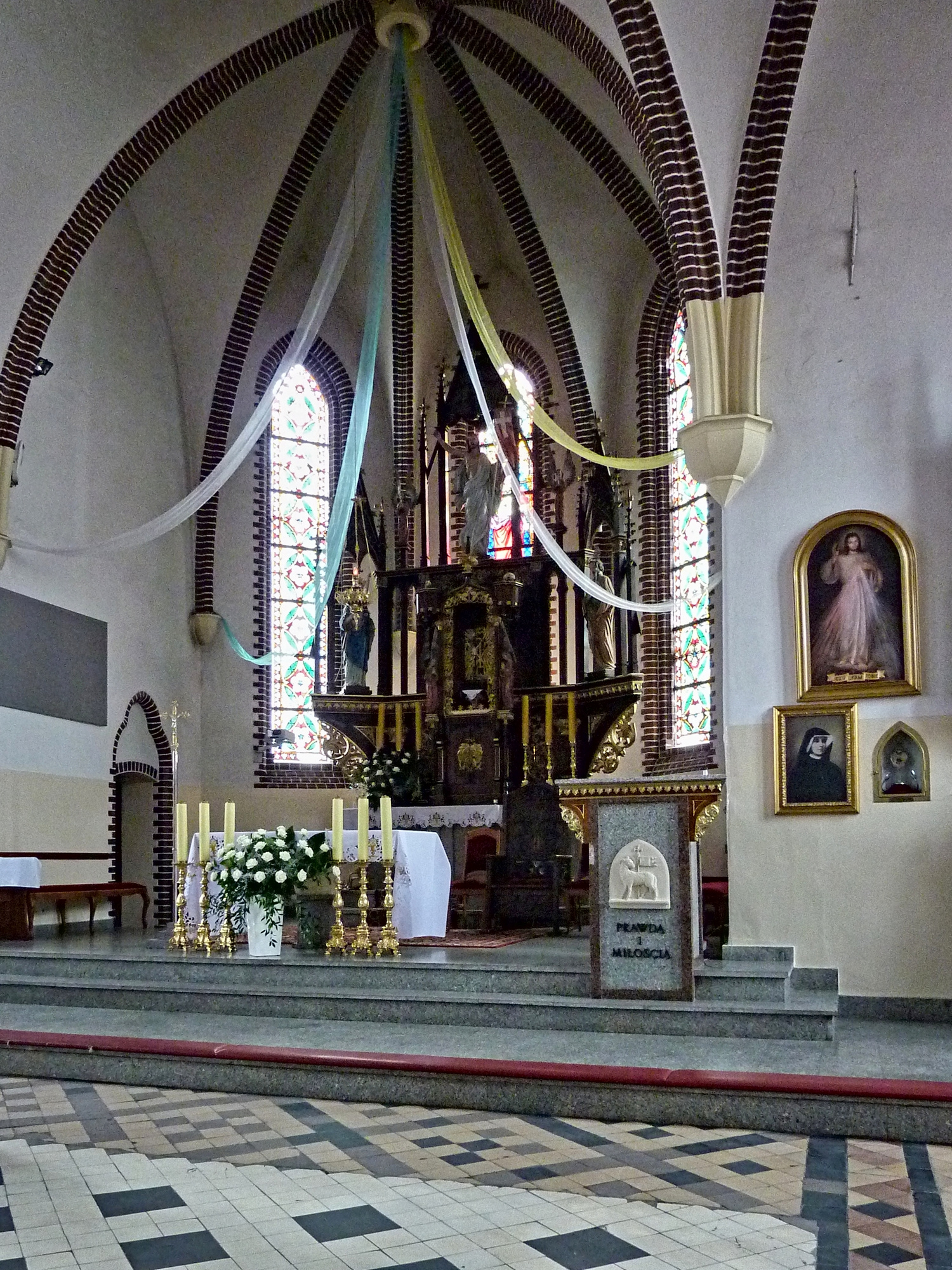
Ołtarz główny

## Proboszczowie
Źródło: 
- ks. Mieczysław Czubaj CR (1976–1980)
- ks. Witold Hryniewski CR (1980–1983)
- ks. Julian Papież CR (1983–1992)
- ks. Andrzej Napiecek CR (1992–2001)
- ks. Jerzy Rolka CR (2001–2007)
- ks. Ryszard Bazylak CR (2007–2010)
- ks. Ryszard Pacholec CR (2010–2022)
- ks. Ryszard Bała CR (2022–2024)
- ks. Rafał Golina CR (od 2024)

## Zasięg parafii
Na obszarze parafii leży część Kościerzyny oraz miejscowości: Częstkowo, Fingrowa Huta, Ludwikowo, Owśnice, Wieprznica, w powiecie kościerskim, w województwie pomorskim.